# روآنگ
روآنگ جنوبی‌ترین آتشفشان در جزایر قوسی‌شکل سانگیر، واقع در شمال جزیره سولاوسی در اندونزی است. این آتشفشان جزیره‌مانند که دارای ابعادی ۴ در ۵ کیلومتری است و ارتفاع آن به ۷۲۵ متر می‌رسد سرتاسر تنگهٔ باریکی در جنوب غربی جزیره تاگولاندانگ را در بر می‌گیرد. بخشی از دهانهٔ قلهٔ آتشفشان چینه‌ای روآنگ از گنبد گدازه‌ای که از سال ۱۹۰۴ در آن جای گرفته است پوشیده شده‌است. فوران‌های انفجاری این کوه از سال ۱۸۰۸ به‌ثبت رسیده‌است که غالباً با تشکیل گنبد گدازه و جریان سنگ‌های آتشفشانی همراه است که منجر به آسیب‌دیدن مناطق مسکونی اطراف آن می‌شود.
بزرگترین فوران آتشفشانی اندونزی در سال‌های اخیر در ۲۵ سپتامبر ۲۰۰۲ در این آتشفشان روی داد که به پراکندگی خاکستر تا شعاع دست کم ۵ کیلومتری انجامید. پس از آن کاهش شدیدی در فعالیت‌های روآنگ روی داد و آخرین فعالیت فورانی آن در ۲۹ سپتامبر ۲۰۰۲ به ثبت رسید.
به جهت تشابه اسمی گاه آتشفشان روآنگ را با آتشفشان دیگری به نام رائونگ واقع در جاوهٔ اندونزی اشتباه می‌گیرند.